# Magdalena (Colombia)
Magdalena es uno de los treinta y dos departamentos que forman la República de Colombia. Su capital es Santa Marta. Está ubicado al noreste del país, en la región Caribe. Fue uno de los originales nueve estados que conformaron los Estados Unidos de Colombia. El departamento toma el nombre del río Magdalena. Entre sus municipios se encuentra Aracataca, el lugar de nacimiento del premio Nobel de literatura Gabriel García Márquez.
Magdalena fue una de las zonas de más temprana en la exploración europea, pues desde 1499 fueron bordeadas sus costas. Desde aquella época se emprendió el reparto político del Nuevo Reino de Granada en Gobernaciones que recibieron distintos nombres y eran  grandes territorios asignados a los más importantes conquistadores. El poco conocimiento de la tierra no permitió establecer límites determinados entre una y otra Gobernación, salvo el caso de variaciones geográficas naturales plenamente identificables.
Inicialmente el territorio perteneció a la Gobernación de Nueva Andalucía, cuya costa se extendió desde el Cabo de la Vela hasta el Golfo de Urabá. Luego hacia 1535 hizo parte de la Gobernación de Santa Marta, situada sobre la margen derecha del río Magdalena, una vez fraccionada la Nueva Andalucía, quedando separada de la Gobernación de Cartagena.
Con el descubrimiento de nuevas tierras y la organización de la Presidencia de Santa Fe en 1564, la parte que hoy pertenece al departamento del Magdalena, se incluyó como provincia de la mencionada presidencia.

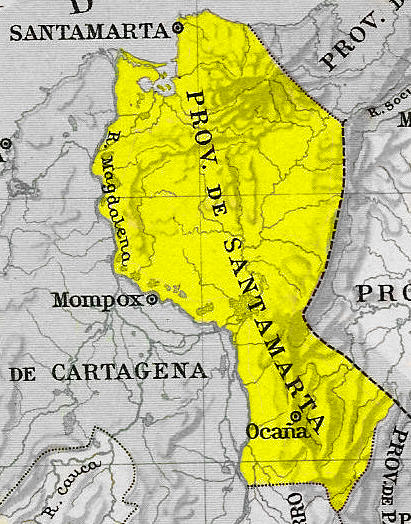
Provincia de Santa Marta en 1810.

Cuando fue creado el Virreinato de Nueva Granada en 1717, la región conservó el carácter de provincia con la denominación de Santa Marta. Esta provincia estaba constituida por tierras de Santa Marta y Riohacha, extendiéndose desde la desembocadura del Magdalena a lo largo de su margen derecha hasta el sur del actual municipio de Ocaña en el actual departamento de Norte de Santander, y desde Dibulla, bajando por el sector central montañoso de la Sierra Nevada de Santa Marta para atravesar por Fundación, y ensancharse en el sitio que hoy ocupa Chiriguaná, e internarse en la Sierra de Perijá hasta Venezuela.
En 1810 la división política del Virreinato comprendía del Magdalena, integrada por los territorios del Magdalena, el hoy departamento del Cesar, la zona de Ocaña y algunos municipios de los Santanderes.
En 1819, con la creación de la Gran Colombia, el Magdalena formaba parte de Cundinamarca. En 1824 sin embargo se fraccionó el territorio nacional en 12 departamentos; quedó el Magdalena como uno de ellos, el cual se extendía por toda la Costa Atlántica de Colombia, abarcando los actuales departamentos de la Guajira, Magdalena, Cesar, Atlántico, Bolívar, Sucre, gran parte de Córdoba y norte de Antioquia.

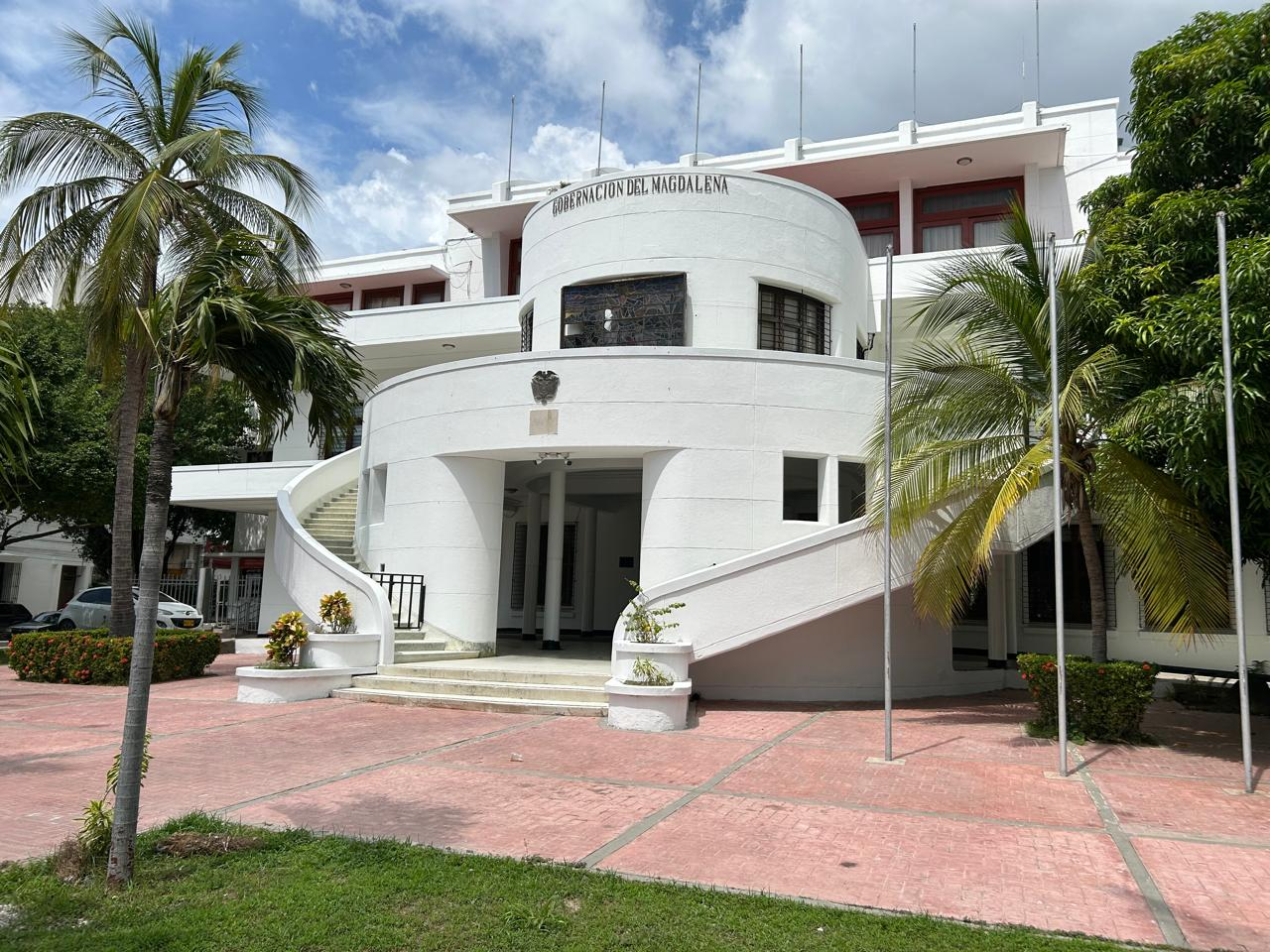
Gobernación del Magdalena (Santa Marta)

En 1831 la Gran Colombia se desmembró y se volvió a contemplar la misma división existente en 1810. De las 15 provincias en que quedó estructurado el nuevo Estado, el Magdalena fue una de ellas conformada por los actuales departamentos de Magdalena, Cesar, Guajira y parte de Norte de Santander.
La Constitución de 1843 efectuó una nueva división de la República, por entonces conocida como Nueva Granada, en Provincias, y estas a su vez en Cantones y estos en Distritos Parroquiales; veinte provincias fueron conformadas, incluida en ellas la de Santa Marta. En 1856 fue segregado de la provincia de Santa Marta, el valle del río Cesar y se creó la provincia del Valle de Upar.
La Confederación Granadina de 1857 estuvo integrada por ocho Estados siendo uno de ellos el del Magdalena, formado por la provincia de Santa Marta, Riohacha, Valle de Upar y parte de Mompós y Ocaña. En 1871 por la ley 153 del Estado Soberano del Magdalena, este cedió a la nación para su administración directa como Territorios Nacionales, las tierras de la actual Guajira.
Con el cambio de Gobierno Federal a Central en 1886 fueron reducidos los Estados a departamentos, que siguieron con los mismos límites que tenían los Estados. En 1905 un transitorio replanteamiento territorial separó los departamentos de Santa Marta y Riohacha, pero en  1909 se suprimió dicha división retornándose a la anterior y así continuó hasta el 21 de junio de 1967, cuando se creó el departamento del Cesar con algunos municipios del departamento del Magdalena.

## Geografía

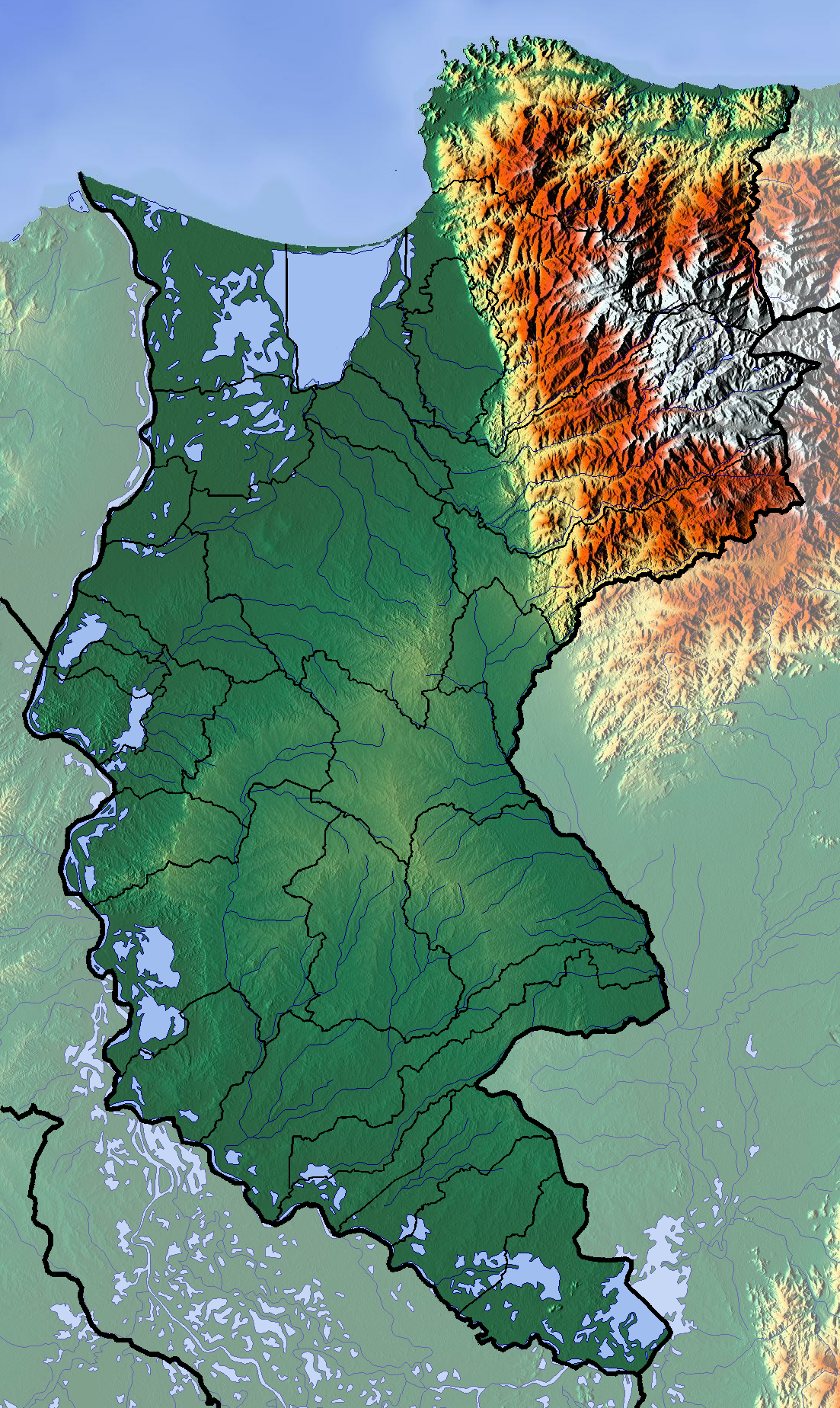
Mapa físico del Magdalena.

La zona del territorio nacional que constituye el departamento del Magdalena se localiza al norte del país sobre la margen oriental del río del mismo nombre que cubre la parte baja y plana hasta encontrar las costas del Mar Caribe, las cuales se extienden desde la desembocadura, hasta la Boca de Palomino, sitio limítrofe con La Guajira. Dentro de su configuración general presenta un sistema geográfico independiente formado por la gran mole de la Sierra Nevada de Santa Marta, lo cual le da a esta región características especiales, pues dentro de ella se pueden encontrar desde los terrenos bajos, varios de ellos anegados o inundables durante casi todo el año, hasta las áreas de nieves perpetuas sobre los picos que conforman esta extraordinaria formación orogénica.

### Límites
El Departamento del Magdalena hace parte de las regiones naturales de la Sierra Nevada de Santa Marta y Valle del Bajo Magdalena. Posee una extensión de 23 188 km², que representa el 2.03 % al compararla con el territorio nacional y el 11.5 % en relación con la Llanura del Caribe. El territorio del Magdalena limita con el mar Caribe (220 km de costa) y los siguientes departamentos, con perímetro de 1065 km, repartidos de la siguiente forma: La Guajira (80 km), Cesar (390 km), Bolívar (265 km) y Atlántico (110 km).
| Noroeste: Atlántico (Río Magdalena)                                  | Norte: Mar Caribe                               | Nordeste: La Guajira (Sierra Nevada de Santa Marta) |
| Oeste: Bolívar Subregiones: Dique y Montes de María (Río Magdalena)  |                                                 | Este: Cesar (Río Ariguaní)                          |
| Suroeste: Bolívar Subregiones: La Mojana y Momposina (Río Magdalena) | Sur: Bolívar Subregión: La Loba (Río Magdalena) | Sureste: Cesar (Ciénaga de la Zapatosa)             |

## Ecología

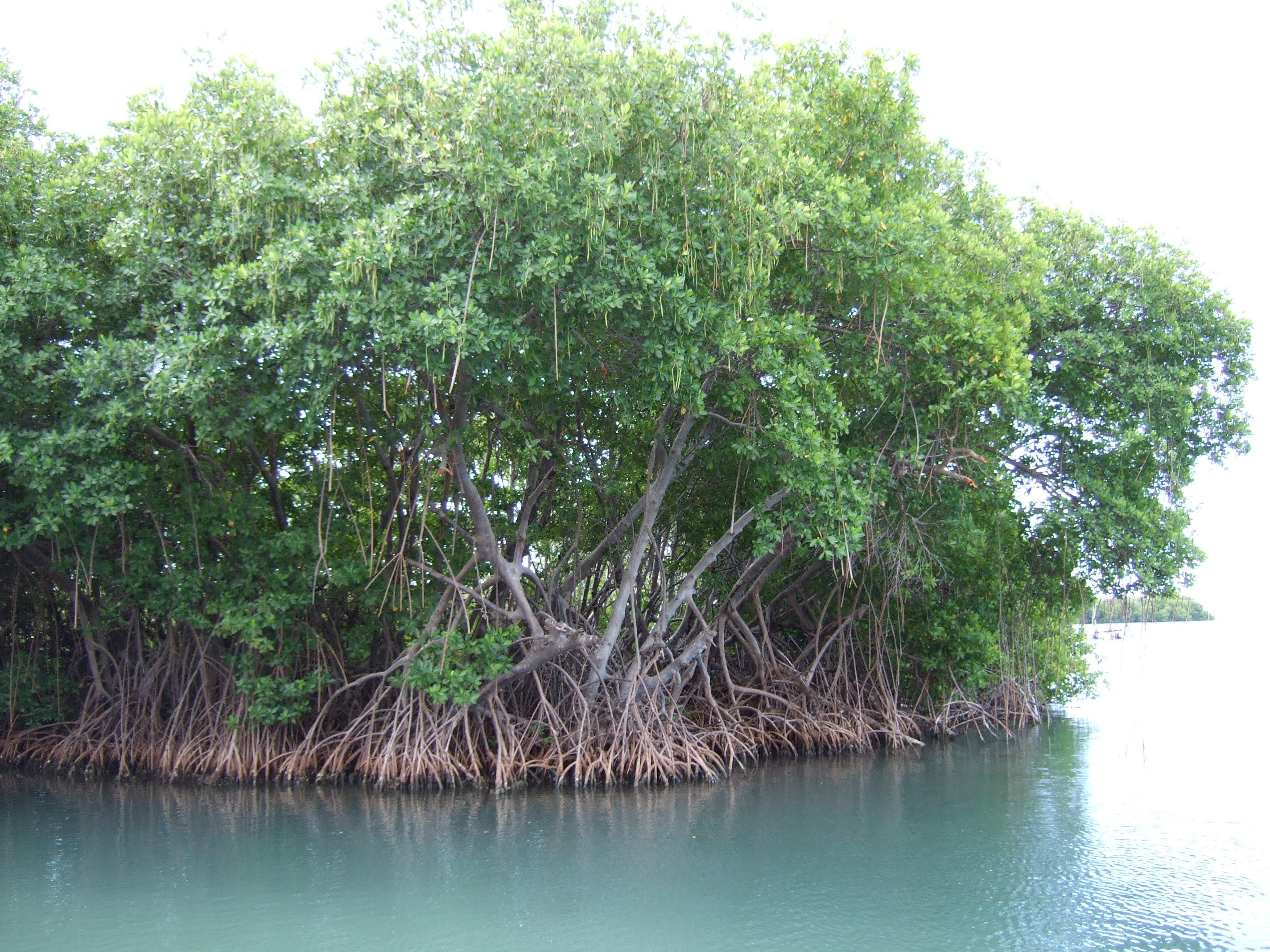
Mangles.

Magdalena está conformado por cuatro cuencas hidrográficas: La primera corresponde a los ríos que nacen en la ladera septentrional de la Sierra Nevada, la segunda cuenca está compuesta por los ríos que nacen y corren por la ladera sur y suroccidental de la Sierra Nevada, la tercera cuenca está formada por los caños y arroyos que vierten sus aguas a la Ciénaga Grande y esta a su vez al río Magdalena, la cuarta cuenca corresponde al río Ariguaní.
La ladera septentrional de la Sierra Nevada: Está compuesta por los ríos Palomino, Don Diego, Buritaca, Guachaca, Mendiguaca, río Piedras, Manzanares y Gaira. Estos ríos desembocan en mar Caribe por las principales bahías y ensenadas que se encuentran en esta parte del departamento. Ladera sur y occidental de la Sierra Nevada: Los ríos que nacen en esta cuenca desembocan en la Ciénaga Grande. 
Esta cuenca irriga grandes extensiones de la Zona Bananera, además abastece los acueductos de los municipios de Fundación, Aracataca, Ciénaga, El Retén y Zona Bananera. A esta cuenca pertenecen los siguientes ríos: río Frío, Sevilla, Tucurinca, Manancana, el cual se une al Duraimena para formar el Aracataca, Fundación, la quebrada Rosa y un gran número de caños que también desembocan en la Ciénaga Grande y solo son aprovechados en épocas de lluvia. 
La Ciénaga Grande esta por un complejo lagunar compuesto por 16 ciénagas que se comunican entre sí a través de caños. El balance hídrico del gran estuario depende de los aportes de aguas dulces procedentes de la Sierra Nevada y de complejos caños y ciénagas mantenidas por las inundaciones periódicas del río Magdalena. Los aportes de agua salina se realizan por medio de la boca de la barra por acción de las mareas y temporalmente por la influencia de los vientos.

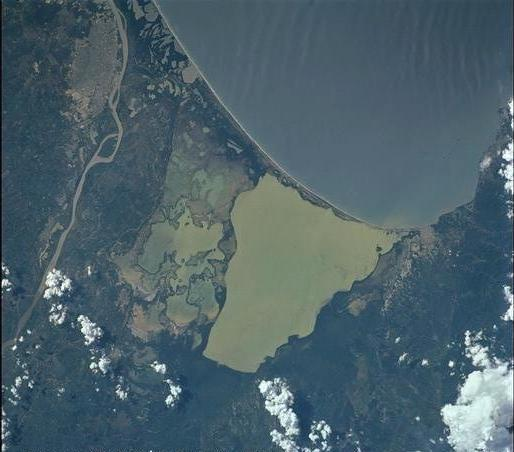
Ciénaga Grande de Santa Marta vista desde el espacio.

La cuenca del río Magdalena: Esta cuenca es la más grande y extensa del departamento, está formada por una gran cantidad de caños y arroyos que fluyen a las ciénagas y al río Magdalena. Dentro de esta cuenca se encuentra el Brazo de Mompóx que se extiende desde El Banco hasta Santa Bárbara de Pinto. Esta es un área colectora de aguas pues allí confluyen el río Magdalena, el brazo de Loba y el río Cesar, este último por medio de la ciénaga de Zapatosa. El río Magdalena soporta la mayor proporción de agua y en crecidas obliga a los ríos ya nombrados a correr hacia atrás, no sin antes provocar el desbordamiento de ciénagas y caños de esta área.
La cuenca del río Ariguaní: El Ariguaní desemboca en el río Magdalena por intermedio de la Ciénaga de Zapatosa y baña las extensas llanuras centrales de Magdalena y Cesar que constituye la principal zona ganadera y agrícola en esta parte del país.
Ciénagas del Magdalena: La Ciénaga Grande, la cual es considerada como la más importante de todas las ciénagas del Departamento, tanto por su extensión, su situación geográfica y por la riqueza ictiológica que contiene, cuyo valor económico es inestimable. Cuenta con un área de 4280 km², de los cuales 730 km² son espejos de agua, con una profundidad que varía de los 2 a los 6 m que le permite ser navegable por embarcaciones menores. La Ciénaga recibe al norte aguas del mar Caribe por la boca de la Barra entre las poblaciones de Pueblo Viejo y la Isla del Rosario, a lo largo de la Isla de Salamanca que le sirve de barrera o tajamar protegiendo a la Ciénaga de las mareas, a todo lo largo se extiende el caño de Ciénaga con un recorrido de 75 km hasta el río Magdalena. 
Por la banda occidental recibe las aguas que bajan de la Sierra Nevada y bañan la Zona Bananera, por el sur es alimentada por el Caño Ciego que trae sus aguas del río Magdalena, es el mismo Caño Schiller que irriga las extensas zonas de los municipios de El Piñón, Salamina, Pivijay y Remolino. Este caño es afectado en épocas de verano cuando baja el nivel del río Magdalena y el caudal salobre penetra varios kilómetros por el caño dificultándose la irrigación natural de la región. La Ciénaga de Zapatosa, es compartida con el departamento del Cesar, tiene una extensión de 310 km² y en su parte más profunda alcanza los 8 m; se localiza a 55 m sobre el nivel del mar, le sirve de medio de comunicación al municipio de El Banco con los caseríos y municipios vecinos, y el río Magdalena donde desemboca por un caño de unos 16 km de largo.

## División político-administrativa
El departamento del Magdalena está conformado por 29 municipios y 1 distrito, organizados territorialmente en cinco (5) subregiones:
- Centro magdalenense: conformado por los municipios de Ariguaní, Chibolo, Nueva Granada, Plato, Sabanas de San Ángel y Tenerife.
- Del Río: conformado por los municipios de Cerro de San Antonio, Concordia, El Piñón, Pedraza, Pivijay, Remolino, Salamina, Sitionuevo y Zapayán.
- Norte magdalenense: conformado por los municipios de Algarrobo, Aracataca, Ciénaga, El Retén, Fundación, Pueblo Viejo y Zona Bananera.
- Santa Marta.
- Sur magdalenense: conformado por los municipios de El Banco, Guamal, Pijiño del Carmen, San Sebastián de Buenavista, San Zenón, Santa Ana y Santa Bárbara de Pinto.

### Rama Judicial
Está representado por el Tribunal Administrativo de Sucre con sede en la ciudad de Santa Marta, con comprensión territorial judicial sobre el Departamento Magdalena y conformado por cinco (6) Circuitos Judiciales Administrativos así:
- Ciénaga: comprende Ciénaga, Pueblo Viejo, Remolino, Sitionuevo y Zona Bananera.
- El Banco: comprende El Banco, Guamal, Pijiño del Carmen, San Sebastián de Buenavista, San Zenón, Santa Ana y Santa Bárbara de Pinto.
- Fundación: comprende Algarrobo, Aracataca, El Retén y Fundación.
- Pivijay: comprende Cerro de San Antonio, Concordia, El Piñón, Pivijay y Salamina.
- Plato: comprende  Ariguaní, Chivolo, Nueva Granada, Plato, Pedraza, Sabanas de San Ángel, Tenerife y Zapayán.
- Santa Marta: la capital departamental.

## Demografía
| Evolución de la población del Departamento del Magdalena (1912-2025)      |
|                                                                           |
| Población según censo. Población según proyección.Fuente: Statoids. DANE. |

### Etnografía
Según el censo realizado por el DANE en el 2018, la composición étnica del departamento es:
- Mestizos y Blancos (90,46%)
- Afrocolombianos (8,46%)
- Amerindios o Indígenas (1,07%)

### Inmigración
El más reciente censo general de la nación, realizado por el Departamento Administrativo Nacional de Estadística de Colombia (DANE), presenta los siguientes resultados acerca del país de nacimiento de los habitantes del departamento de Magdalena:
| N.º        | País           | Población |
| ---------- | -------------- | --------- |
| 1          | Venezuela      | 89 280    |
| 2          | Estados Unidos | 161       |
| 3          | España         | 112       |
| 4          | Argentina      | 91        |
| 5          | Italia         | 80        |
| 6          | Ecuador        | 79        |
| 7          | Francia        | 66        |
| 8          | Perú           | 46        |
| 9          | Panamá         | 45        |
| 10         | Brasil         | 40        |
| No informa | No informa     | 234       |
| Otros      | Otros          | 475       |
| Total      | Total          | 90 709    |

## Economía
La economía del departamento del Magdalena está centrada en las actividades agropecuarias, ganaderas, turísticas y portuarias. Los productos que se cultivan son el algodón, arroz, banano, palma africana, tabaco y algunos frutales. La ganadería es extensiva y tiene propósitos de cría, ceba y levante. La pesca se práctica en las ciénagas y en el mar. 
El turismo se concentra en Santa Marta, parque Tayrona y la Sierra Nevada, mientras que el comercio y los servicios están solo en la capital. La Sierra Nevada es fuente de ingresos para los grupos armados ilegales o mineros informales, quienes practican la minería ilegal en sus estribaciones, afectando su ecosistema.

## Transporte

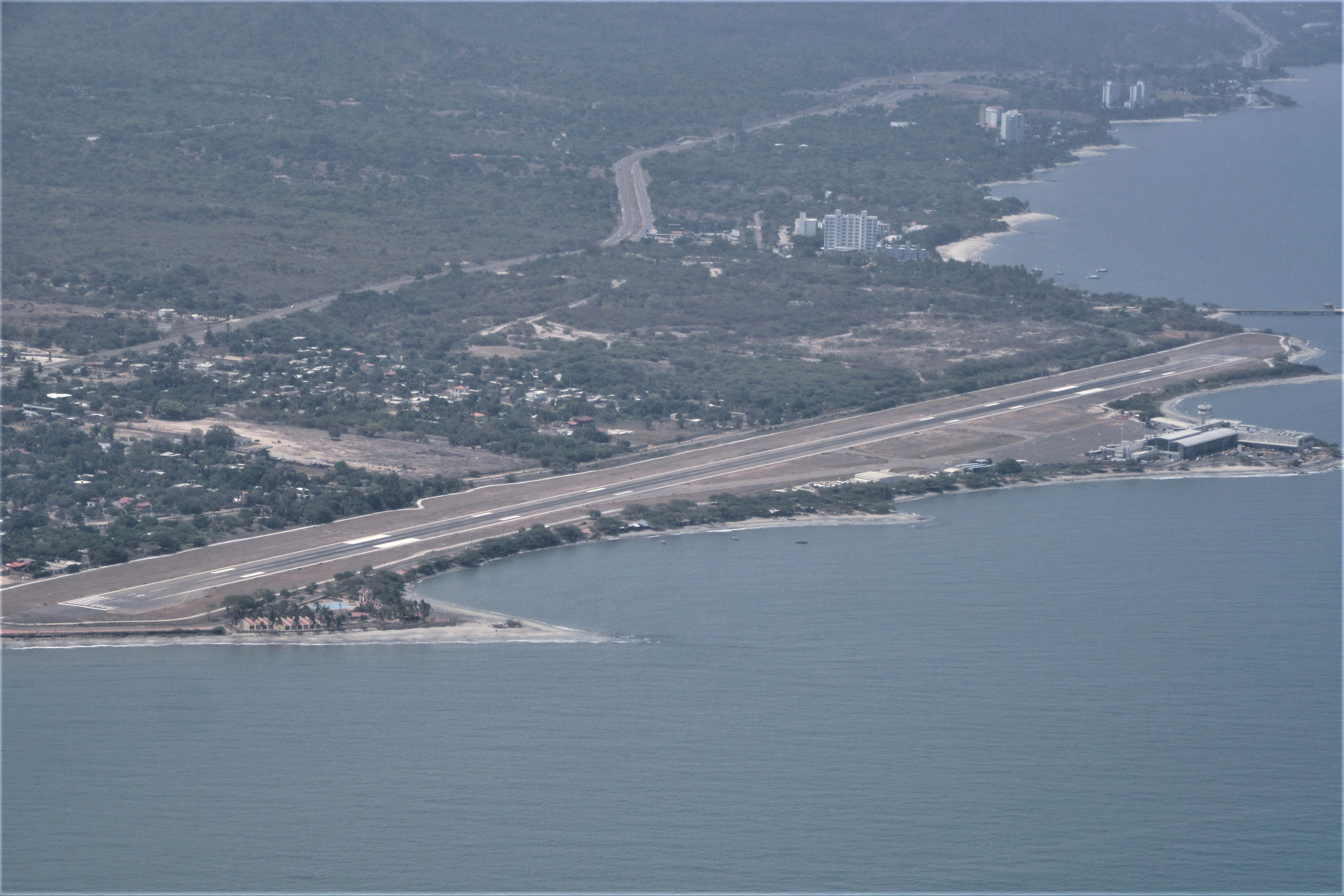
Vista aérea del Aeropuerto Internacional Simón Bolívar de Santa Marta.

### Aéreo
El departamento cuenta con los siguientes Aeropuertos:
- Aeropuerto Internacional Simón Bolívar, en Santa Marta.

- Aeropuerto Las Mercedes, en Plato.
- Aeropuerto Las Flores, en El Banco.

Además, de los Aeródromos:
- Aeródromos La Amalia, La Ceiba y La Lucha en Zona Bananera.

### Terrestre
En el departamento del Magdalena confluyen tres de los más importantes corredores de la Red Nacional de Vías del país: la Troncal del Caribe (Ruta Nacional 90), que le permite comunicación con las demás ciudades de la Costa Caribe y con la red vial de Venezuela.
La Troncal del Magdalena (Ruta Nacional 45) comunica con Valledupar y el resto del país, por esta carretera transita el 35% de la carga nacional. La Transversal de Los Contenedores (Ruta Nacional 80) comunica la Troncal del Magdalena con Troncal de Occidente (Ruta Nacional 25) la cual confluye entre los municipios de San Juan del Cesar en La Guajira y El Carmen de Bolívar en Bolívar en su recorrido pasa por los municipios de Ariguaní, Nueva Granada y Nueva Granada.
La Carretera de la Productividad (Ruta Nacional 27) cambió su trazado en el departamento de Nariño al departamento de Magdalena Iniciando su recorrido en el Municipio de Plato en el cruce de la Ruta 80 y finalizando en el corregimiento Palermo en el Municipio de Sitionuevo cuando se cruza con la Ruta 90 cerca de Barranquilla.
En su red secundaria el departamento cuenta también con la carretera la cual va paralela al río Magdalena por su margen derecha, la cual conecta los municipios de
El Banco, Guamal, San Sebastián de Buenavista, San Zenón, Santa Ana, Santa Bárbara de Pinto hasta el corregimiento La Gloria en el municipio de Nueva Granada.
Además las Carreteras: Fundación - Pivijay - Salamina, y La Loma del Bálsamo - Algarrobo - Sabanas de San Ángel - Nueva Granada.

### Marítimo y fluvial

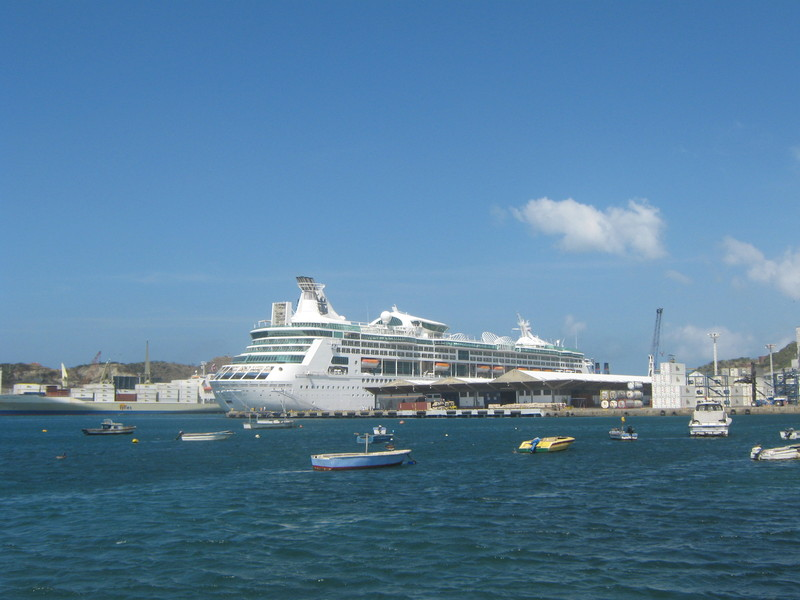
Puerto de Santa Marta.

La Sociedad Portuaria de Santa Marta se encuentra en la bahía de Santa Marta.
Es el único puerto de la Costa Caribe con servicio de ferrocarril, ofreciendo la posibilidad de efectuar cargues y descargues directos en los muelles. En la bahía de Gaira termina el oleoducto del Zulia que tiene acondicionado un muelle petrolero.
Palermo Sociedad Portuaria, Terminal Marítimo y Fluvial, Ubicada sobre la ribera oriental del río Magdalena, en el corregimiento de Palermo del municipio de Sitionuevo, Palermo Sociedad Portuaria .
Cuenta con varias cabeceras municipales situadas a orillas del río Magdalena, pero de ellos solamente El Banco tiene muelle fluvial y los demás apenas hacen el tráfico de lanchas a motor y pequeñas embarcaciones.
El tren fue protagonista del comercio exterior y por ende del desarrollo de la economía colombiana entre 1954 y 1988.
Una década más tarde se decide reactivar el uso de este medio de transporte, lo que trajo consigo la prestación de servicios de transporte de carga a distintos usuarios.
El transporte ferroviario se ha consolidado en el norte de Colombia como uno de los medios más seguros y eficientes. Su importancia para la competitividad del país en el ámbito de la globalización es de tal magnitud que por este motivo el Gobierno nacional decide la ampliación de la capacidad de la línea entre los tramos de Chiriguaná y el Puerto de Santa Marta.
Con la adjudicación de la concesión de la línea férrea del Atlántico –que une a Bogotá con Santa Marta - a FENOCO S.A., en 1999, se abrió un nuevo capítulo en la historia ferroviaria del país. Esta fecha marcó el inicio del proceso de rehabilitación de una de las redes de trocha angosta más dinámicas y más extensas del mundo.

## Parques nacionales naturales

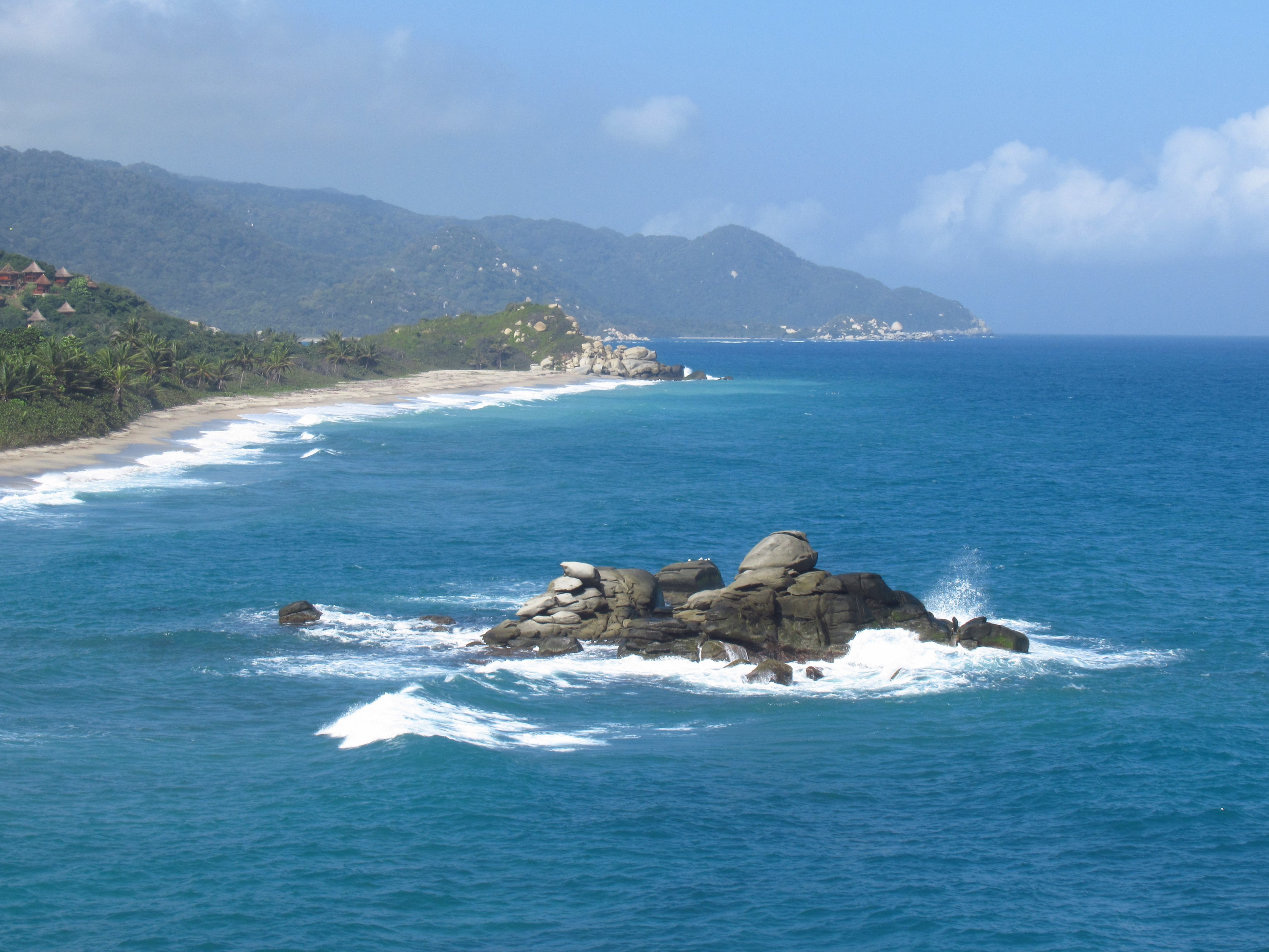
De las 15 000 ha que conforman el Parque nacional natural Tayrona, 3000 son área marina.

A 34 km de la ciudad de Santa Marta, el Parque nacional natural Tayrona es uno de los parques naturales más importantes de Colombia. Es hábitat de una gran cantidad de especies que se distribuyen en regiones con diferentes pisos térmicos que van desde el nivel del mar hasta alturas de 900 m.
De las 15 000 ha que conforman el parque, 3000 son área marina.
La Vía Parque Isla de Salamanca, única área protegida de Colombia con tal denominación, se encuentra ubicada en la Costa Caribe. Debido a que es la zona donde confluencian las aguas dulces del río Magdalena y las salinas del Mar Caribe, la abundancia de fauna y flora es enorme.
En 1998 fue realindada y recategorizada, y las 400.000 ha del Sistema Delta Estuarino del río Magdalena y la Ciénaga Grande de Santa Marta, del cual hace parte, fueron declarados sitios Ramsar de importancia mundial y Reserva del Hombre y la Biosfera ya que el parque comprende un variado ecosistema marino y terrestre, siendo los principales manglares y humedales, propios de zonas inundables por la marea.
El Parque nacional natural Sierra Nevada de Santa Marta es una de las áreas protegidas del sistema de Parques nacionales naturales de Colombia y la segunda más antigua, creada en 1964. Se encuentra situado entre los departamentos de la Guajira, Magdalena y Cesar, dentro del sistema montañoso de la Sierra Nevada de Santa Marta.
El Santuario de fauna y flora ciénaga grande de Santa Marta se caracteriza por una planicie que incluye un sistema de lagunas interconéctadas por caños. Hacia el Occidente, la planicie anterior se entremezcla con la superficie de desbordamiento lateral del río Magdalena. Hacia el suroriente, la llanura estuarina se difunde bajo el abanico coluvio de los ríos Tucurinca, Aracataca y Fundación. Al oriente, existe un límite claro entre la llanura estuarina y la terraza alta aluvial conocida como la Zona Bananera cuyo producto es el principal renglón de las exportaciones de la región. Hacia el norte el límite lo constituye una barra arenosa permeable, con lo que se permitía el intercambio de flujos de agua procedentes del mar a la ciénaga y viceversa. Así mismo, era un sistema que permitía el flujo descendente cuando llovía o sobre ella fluían aguas de escorrentía, permitiendo el lavado de sales y el intercambio de aguas.